# أزمة احتجاز طحالي
أزمة عزل الطحال أو أزمة التفرق الطحالي أو أزمة توشظ الطحال أو أزمة الاحتجاز الطحالي (بالإنجليزية: Splenic sequestration crisis)‏ وتُعرف اختصارًا SSC، هي تسميات لمرض يهدد الحياة وهو شائع لدى المرضى الأطفال الذين يعانون من فقر الدم المنجلي والثلاسيميا بيتا. قد يصاب ما يصل إلى 30 ٪ من هؤلاء الأطفال بتطوير أزمة عزل الطحال بمعدل وفيات يصل إلى 15 ٪. تحدث هذه الأزمة عندما يتسبب انسداد الأوعية الدموية الطحالية في أن تصبح نسبة كبيرة من إجمالي حجم الدم محاصرة داخل الطحال.
وتشمل العلامات السريرية انخفاض حاد وسريع في الهيموغلوبين مما يؤدي إلى صدمة نقص حجم الدم والموت. يعاني مرضى الأطفال الذين يعانون من مرض فقر الدم المنجلي والثلاسيمية بيتا من احتشاءات طحالية متعددة، مما يؤدي إلى تليف الطحال وتندب. مع مرور الوقت، يؤدي هذا إلى طحال صغير تلقائي الاحتشاء مع وصول المرضى إلى مرحلة البلوغ. لا يمكن أن تحدث أزمة عزل الطحال إلا في الطحال الناجحة التي قد تكون السبب وراء ندرة هذه الأزمة في البالغين. ومع ذلك، قد يعاني مرضى أواخر سن المراهقة أو البالغين في هذه المجموعة ممن يحتفظون بوظيفة الطحال من أزمة عزل الطحال.